# Maxime Verhagen
Maxime Jacques Marcel Verhagen (nacido en Maastricht, Países Bajos, el 14 de septiembre de 1956) es un político holandés del Llamada Democristiana (CDA). 
Diputado al Parlamento Europeo de 1989 a 1994, se convirtió en 2002 en la presidencia de la CDA en la Segunda Cámara de los Estados Generales. En 2007, tras la formación de una gran coalición bajo Jan Peter Balkenende, fue elegido para convertirse en ministro de Relaciones Exteriores. A continuación, el compromiso de promover los derechos humanos a nivel internacional y organizado despliegue del ejército holandés en Afganistán y sus consecuencias.
En 2010, fue nombrado Ministro interino de Cooperación posiciones y el secretario de Estado de Asuntos Europeos, debido a la retirada de la coalición del Trabajo. Después de las elecciones parlamentarias del 9 de junio, se convierte en presidente de la CDA líder, actuación y política del partido y fue nombrado Viceministro-Presidente y ministro de Economía y Agricultura en el gobierno de Mark Rutte. Tras el fracaso de la CDA parlamentaria de 2012, dejó el gobierno.
- Datos: Q554116
- Multimedia: Maxime Verhagen / Q554116